# Revista La Tosca
La Tosca és una revista d'àmbit local que es publica a Moià. Va ser fundada l'abril de 1947 per Mn. Josep Estevadeordal i Vall-llobera. Fins al desembre del 2011 ha estat editada per l'Agrupació Cultural La Tosca. A partir del gener del 2012 se n'ha fet càrrec l'Associació Cultural Modilianum. Publica vuit números l'any.

## La revista

### Els primers anys[2]

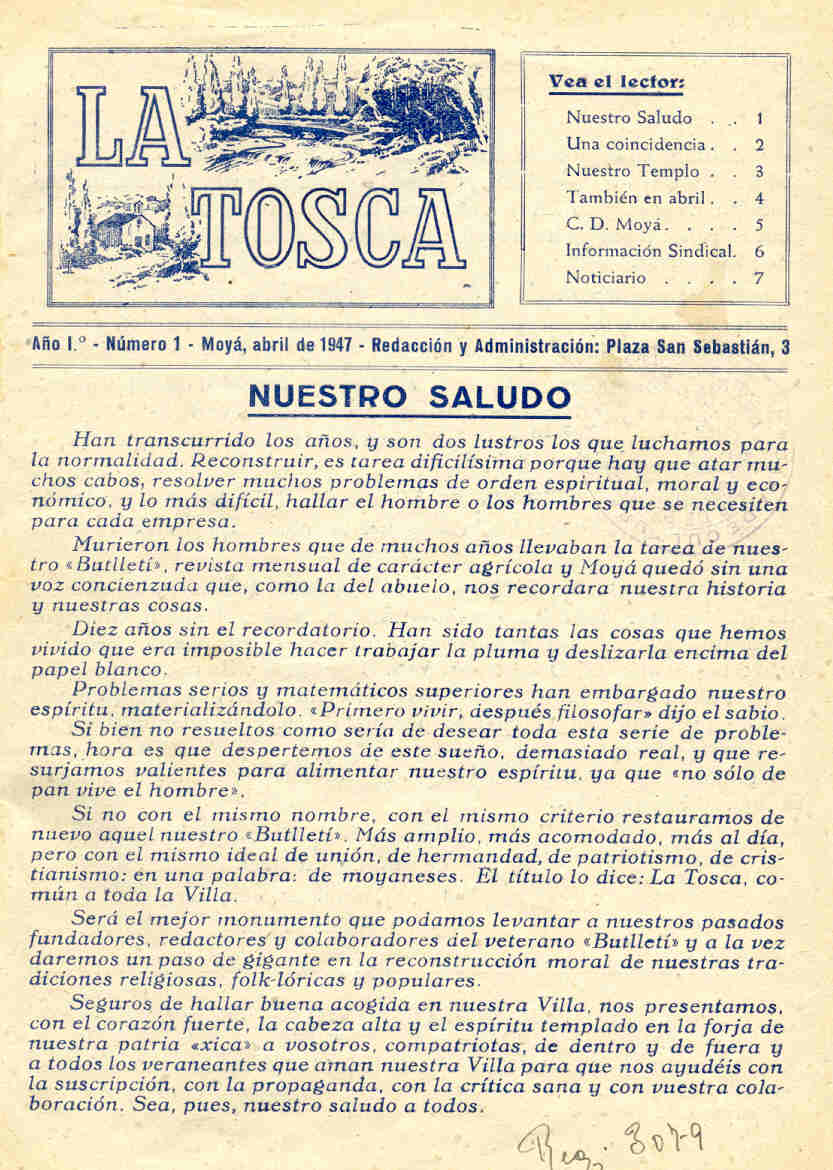
Primer número de la revista La Tosca aparegut l'abril del 1947.

La revista va néixer l'abril de 1947 de mans de Mn. Josep Estevadeordal, prevere moianès incardinat al bisbat de Barcelona que, per motius de salut, va retornar a la seva vila natal l'any 1946. Al seu costat hi tenia un grup de joves amb interessos culturals, encapçalats per Ramon Molera i Ramon Oller, que serien els puntals de la revista durant les dècades següents. Alguns dels joves membres del primer consell de redacció eren fills d'antics dirigents locals de la Lliga Regionalista; d'altres eren destacats participants en el Frente de Juventudes de la Falange i ja s'havien estrenat en el periodisme local amb la publicació del butlletí Fragua (1943-1944). Segons Jaume Guillamet, La Tosca fou una de les quatre úniques publicacions comarcals --de les cinquanta-dues que nasqueren en el període 1938-1949-- que sorgí des del moviment associatiu.
La Tosca omplia el buit que havia deixat la desaparició del Butlletí de la Lliga Defensa de l'Arbre Fruiter, primera publicació periòdica moianesa (de caràcter mensual, publicada entre gener de 1909 i juliol de 1936). Com la seva predecessora, La Tosca nasqué amb una voluntat de crònica de la vida moianesa, però sempre des d'un punt de vista moderat, amb un fort component de l'aspecte religiós, i evitant qualsevol tipus de conflicte amb l'autoritat constituïda. Al contrari, la revista va néixer només quatre mesos després del nomenament com a nou alcalde franquista de Miquel Vilarrúbia i Pineda. Aquest, que ocuparia el càrrec fins a la seva mort, l'any 1969, sempre tutelaria des de fora el rumb de la revista. La Tosca era escrita en castellà, si bé algun article (i fins i tot algun editorial) també va aparèixer en català.
La publicació tenia inicialment una periodicitat mensual. El primer número constava de vuit pàgines, però el novembre del mateix any ja en va publicar dotze i pel gener de 1950, setze. Més endavant es va anar ampliant fins a les actuals 52 pàgines. El format del primer any era de 22 x 16 cm, però des del gener de 1948 va augmentar a 24,5 x 17,5 cm, format que, amb lleugeres diferències, es manté en l'actualitat. L'estiu de 1950 es va fer una prova, no reeixida, per convertir la revista en quinzenal. També dels primers anys va ser l'intent d'esdevenir revista comarcal del Moianès, amb col·laboracions de Calders, Castellterçol, l'Estany i Monistrol de Calders, però l'intent va fracassar i les úniques col·laboracions que es mantenen amb regularitat són les de l'Estany.
Amb Mn. Estevadeordal al capdavant, entre 1945 i 1952 la revista va ser el motor de les activitats culturals de Moià: romeria a Montserrat per portar-hi la llàntia del Moianès (abril 1947), exposicions, certàmens literaris, participació en la Comissió Pro-Setmana Santa i en el Casal de Cultura Professional, etc.

### Dècades de 1950 i 1960[4]
Amb la destinació de Mn. Josep Estevadeordal a Mollet del Vallès l'any 1952, Ramon Molera es va posar al capdavant de la revista. En els anys següents, sobretot al voltant del cinquantenari de la Festa de l'Arbre Fruiter, l'any 1954, La Tosca va introduir, per primera vegada, les portades il·lustrades (fet que no seria definitiu, per qüestions econòmiques, fins a l'any 1961). Van ser uns anys també molt actius a nivell cultural, sobretot amb l'Esperanto Grupo Moyá, l'Agrupación Filatélica Moyanesa i el Grupo-Ajedrez Moyá, totes elles entitats dirigides o amb presència important de Ramon Molera. Era evident que el grup de redactors de La Tosca tenia la voluntat de convertir-se en el nucli aglutinador de la vida cultural i associativa moianesa.
A partir de 1959, si bé Ramon Molera va continuar essent el puntal de la revista, va prendre més importància dins el consell de redacció el paper de Josep Solà (un dels membres fundadors) i de Josep Armadans (que hi havia entrat com a administrador l'any 1957). No hi va haver canvis trencadors en el tarannà de la revista. Solà i Armadans, que signaren sovint amb el pseudònim ARSO, van iniciar una àmplia secció d'entrevistes sota el títol "Una charla con..."; també en aquest període convé remarcar el número extraordinari dedicat als "25 anys de pau" que el franquisme va commemorar l'any 1964. L'any anterior, concretament el 31 d'octubre de 1963, per solucionar problemes administratius es va constituir oficialment l'Agrupació Cultural La Tosca com a entitat editora de la revista.

### Primers intents de renovació
L'any 1965, Ramon Molera fou nomenat delegat de la sucursal a Moià de la Caixa de Pensions per a la Vellesa i d'Estalvis. Això el va obligar a reduir una mica la implicació en La Tosca. Va ser Ramon Oller qui li agafà el relleu, essent nomenat cap de redacció l'any 1969. Durant la segona meitat dels anys seixanta i primera meitat dels setanta, la redacció va intentar obrir-se a noves incorporacions, però sense gaire èxit.
És també en aquest moment quan es fa palès el lent procés de catalanització que va tenir la publicació. Malgrat que els primers anys hi havien aparegut alguns articles (i algun editorial escadusser) en català, després el predomini del castellà es va tornar inqüestionable. Això, ja entrada la dècada dels setanta, es va convertir en un anacronisme. La catalanització no es va abordar fins al període següent, ja en plena transició (bona part del contingut redaccional apareix ja en català l'any 1978, però no del tot fins a 1981).
L'any 1972 va morir Mn. Josep Estevadeordal, que mantenia el càrrec de director. Ramon Oller continuaria com a cap de redacció (fins a ser nomenat director en 1979) i en Ramon Molera requeia la presidència de l'Agrupació Cultural.

### Renovació i catalanització[7]

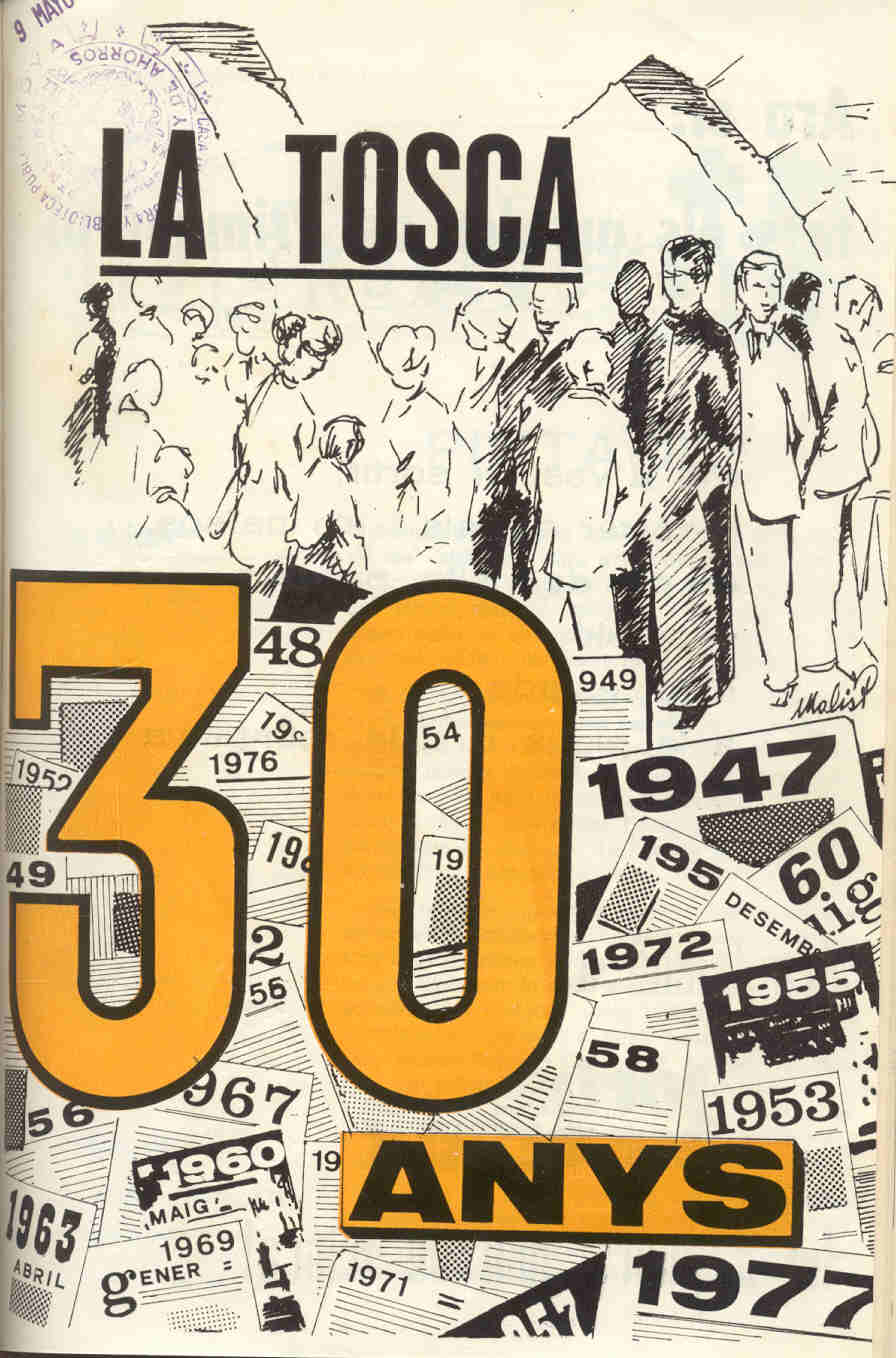
Porta del número d'abril de 1977 de la revista La Tosca, commemorant el 30 anys.

La primera renovació important —amb relació a l'equip inicial de 1947— es va produir l'any 1977, quan entraren diversos nous redactors. Entre ells en sobresurt un, que serà l'impulsor de la catalanització de la revista i que amb el temps es va convertir en el cap de redacció (1983) i en el director (2002): Josep Ruaix i Vinyet, prevere i reconegut filòleg.
Malgrat un intent de renovació amb sentit més periodístic i participatiu durant uns mesos de 1978 i 1979, aquest fet no va tenir gaire continuïtat. En canvi, la catalanització de la revista sí que va rebre l'empenta definitiva. El tarannà que Josep Ruaix va imprimir a La Tosca, sobretot a través dels seus editorials, venia marcat per un quíntuple eix, que es mantingué inalterable fins al desembre del 2011: l'accent nacionalista, la defensa de la comarcalitat del Moianès, la cultura de l'esforç i de la participació personal en les activitats ciutadanes (vinculat a un dels conceptes clau de la trajectòria de Ruaix, la defensa de la continuïtat), el conservadorisme en les formes de viure i, en especial, en el camp de les tradicions, i el component religiós, molt lligat a l'exercici del seu ministeri sacerdotal. Amb el pas del temps s'hi van afegir dos eixos més: la defensa del multilateralisme en les relacions internacionals i un acostament a les tesis més generals del pensament ecologista.
Durant els primers anys d'aquest període es va produir també una revigorització temporal de l'Agrupació Cultural, amb el nomenament com a president, l'any 1983, de Francesc Romeu. La revista va celebrar el quarantè, el cinquantè i el seixantè aniversari. L'agost de 1996, gràcies a la feina de Carles Illa, La Tosca es feia present a internet, primer només amb resums dels articles publicats en la versió en paper i, des de 1988, de manera completa.
En diverses ocasions, l'Agrupació Cultural La Tosca es plantejà la renovació i el rejoveniment del seu consell de redacció, però els diversos intents no tingueren l'èxit esperat. Això, juntament amb la desaparició d'alguns dels seus membres i l'edat avançada d'altres, va conduir a una decisió important: el traspàs de la gestió de la revista a l'Associació Cultural Modilianum.

### Des del 2012
El gener del 2012, l'Associació Cultural Modilianum, entitat fundada l'any 1989 per a editar la revista d'estudis del Moianès Modilianum, va prendre el relleu de l'Agrupació Cultural La Tosca. En l'editorial que encetava la nova etapa, a l'inici del seixanta-sisè any d'existència de la capçalera, el nou equip redactor manifestava el seu desig de continuïtat per a fer present a les llars moianeses la publicació, alhora que la voluntat d'adaptar els valors de La Tosca a la realitat plural i diversa del Moià de principis del segle xxi.

## Alguns redactors i col·laboradors[11]
Entre els redactors i col·laboradors que ha tingut La Tosca fins a l'any 2011 destaquen:
- Alsina i Roqueta, Manel. Membre del consell de redacció de la revista des de mitjan dècada de 1960, va ocupar el càrrec de secretari de l'Agrupació Cultural La Tosca entre 1990 i 2006, data a partir de la qual va exercir la presidència. En el període 1966-1970 va redactar bona part dels editorials. Fruit de la seva tasca de creació de la principal col·lecció fotogràfica sobre la vila de Moià, ha proporcionat moltes imatges per a il·lustrar les pàgines de la revista, tant recopilades per ell com de la seva autoria.
- Armadans i Marfà, Josep (1921-1983). Redactor entre 1956 i 1966, des d'octubre de 1957 fins a la mateixa data també es va ocupar de l'administració de la revista. L'any 1963 va ser nomenat tresorer de l'Agrupació Cultural La Tosca. Va deixar la revista uns mesos després de prendre possessió com a jutge de pau, el febrer de 1966.
- Cantó i Vives, Agustina. Col·laboradora regular de La Tosca des de l'octubre de 1961 fins a l'actualitat, primer amb el pseudònim Eva i, des del desembre de 1980, amb el seu nom real. Autora de textos de caràcter literari amb un component memorialístic important.
- Estevadeordal i Vall-llobera, Josep (1904-1972). Fundador de La Tosca. Prevere nascut a Moià, però incardinat al bisbat de Barcelona. Va exercir de vicari a Sant Vicenç dels Horts, Rubí, el Sant Esperit de Terrassa, i al Poble Nou i la Bonanova, a Barcelona. Membre de la Federació de Joves Cristians de Catalunya. Després de la guerra va ser destinat d'econòm a Corbera, però per motius de salut va passar a residir a Moià l'any 1946. En la seva vila nadiua, a més de fundar la revista, va impulsar la Junta de Reconstrucció del Temple Parroquial, el Club Esportiu Moià, l'Institut de Cultura de La Dona, l'esbart Roser Florit i el Casal de Cultura Professional.
- Fontcuberta i Armadans, Josep Maria. Secretari de l'Agrupació Cultural La Tosca entre 1983 i 1990 i redactor de la revista entre 1986 i 1995, on va realitzar, entre altres seccions: "Com ho dieu?", sobre qüestions lingüístiques (1971-1973), "Els mots encreuats de La Tosca" (1981-1984), "Una ullada enrere" (1986-1989) i la sèrie costumista "La meva dona i jo" (1993-1998).
- Illa i Casanova, Carles. Membre de l'Agrupació Cultural La Tosca entre 1983 i 1985, consta com a redactor en 1987. És el responsable de l'edició electrònica de La Tosca des de 1996 fins al 2011. En els darrers anys s'ha convertit en el principal col·laborador fotogràfic de la revista.
- Illa i Vilaclara, Valentí. Membre de l'Agrupació Cultural La Tosca des de 1977, consta com a redactor entre 1985 i 1996. A més de publicar-hi molts poemes, hi va col·laborar activament en el període 1985-1987 amb la realització de cròniques i entrevistes. L'any 1992 l'Agrupació Cultural li va publicar el recull de poemes Batecs de l'ànima.
- Molera i Pedrals, Ramon (1922-1983). Impulsor de la revista Fragua (1943-1944). Redactor de La Tosca des de la seva fundació i el seu màxim impulsor des de 1951, com a redactor en cap. Secretari de l'Agrupació Cultural La Tosca en crear-se l'any 1963 i president des de 1969. Se li poden atribuir una gran part dels editorials de la revista. Va impulsar moltes activitats culturals a Moià, entre les quals destaca la fundació de l'Esperanto Grupo Moià, l'any 1951.[5] La seva biblioteca esperantista encara avui dia és considerada com un dels fons particulars sobre el tema més importants de Catalunya.
- Montràs i Rovira, Josep. Alcalde de Moià per Convergència i Unió entre 1983 i 2011. Havia estat redactor de La Tosca entre 1969 i 1972, signant la secció "Pim, pam, pum" amb el pseudònim Moro (o Don Moro). A partir del desembre de 1985 també va formar part durant un temps de l'Agrupació Cultural La Tosca.
- Oller i Passerisa, Ramon (1922-2002). Redactor de la revista Fragua (1943-1944) i de La Tosca des de la seva fundació. Entre 1963 i 1969 va ser president de l'Agrupació Cultural La Tosca, entre 1969 i 1978 cap de redacció de la revista, i des de 1979 fins al 2002, director. Entre els càrrecs que va ocupar en la vida associativa moianesa destaca la presidència de l'Assemblea Local de la Creu Roja entre 1971 i 1977.
- Padrisa i Villà, Sebastià. Membre de la Redacció entre 1978 i 1980. Autor en els anys setanta de diverses col·laboracions signades com a Sebastià de Cal Jonc. Des del 2005 publica la secció "Caminades pel Moianès".
- Petitbò i Picañol, Sebastià. Alcalde de Moià entre 1969 i 1976. Membre de l'Agrupació Cultural La Tosca i redactor entre 1985 i 1997. Va impulsar, juntament amb Carles Riera, la secció "La veu dels joves" (1986-1988).
- Picanyol (Josep Lluís Martínez Picanyol). Dibuixant moianès, conegut sobretot pel seu personatge Ot el Bruixot i les seves col·laboracions a Cavall Fort. Debutà com a dibuixant humorístic, signant Jollú, a les pàgines de La Tosca, el desembre de 1961.
- Riera i Fonts, Carles. Membre de la Redacció des de 1978 fins a la dècada del 2000. Destaquen les col·laboracions de temàtica artística i, sobretot, els intervius que va publicar regularment des de 1977 fins al 2001. Entre 1986 i 1988 va coordinar, juntament amb Sebastià Petitbò, la secció "La veu dels joves". És autor de dos números monogràfics de la revista: "La llàntia del Moianès a Montserrat" (maig 1997) i "El Consorci del Moianès" (novembre 1999).
- Romeu i Tura, Francesc (1927-2010). Alcalde de Moià entre 1976 i 1979. Va exercir la presidència de l'Agrupació Cultural La Tosca entre 1983 i 2006.
- Ros i Roca, Andreu (1917-1986). Fill d'Andreu Ros i Guix, president del Foment Nacionalista Republicà, entitat coneguda popularment com "el Círcol" i vinculada a la Lliga Catalana durant la Segona República. Redactor entre 1947 i 1958. L'any 1949 va ser nomenat regidor de l'Ajuntament de Moià pel terç corporatiu, essent segon tinent d'alcalde i, des de 1952 fins a 1955, regidor de Cultura i Urbanisme. Posteriorment es va anar allunyant del règim. L'any 1960 va fundar Nou Aire, entitat cultural i catalanista que va funcionar fins a 1964, després de ser detingut per fer propaganda sobre l'Onze de Setembre. Des d'aleshores es va vincular a Unió Democràtica de Catalunya i, ja en la transició, amb l'Assemblea Democràtica de Moià. Va ser candidat per Convergència i Unió en les eleccions municipals de 1979.
- Ruaix i Vinyet, Josep. Prevere i lingüista moianès, creu de Sant Jordi l'any 2000. Col·laborador ja des de ben jove (1956-1959), va tornar a publicar a La Tosca des de 1965 i, sobretot, des de 1972. En 1973 va començar a corregir les parts en català de la revista i des de 1978 fins a l'actualitat n'és redactor. A partir de 1979 actua com a cap de redacció i, des del 2002 fins al 2011, com a director. L'any 2006 és nomenat secretari de l'Agrupació Cultural La Tosca. A ell són deguts la major part dels editorials publicats a partir de finals de 1979 així com nombroses cròniques i seccions no signades. En passar l'edició de la revista de l'Agrupació Cultural La Tosca a l'Associació Cultural Modilianum --entitat de la qual també és membre--, Ruaix ha continuat formant part del consell de redacció.
- Solà i Forcada, Josep. Fill de Josep Solà i Molet, president de l'agrupació local de la Lliga Catalana durant la Segona República. Membre de la redacció des de 1947 fins a 1997. Tresorer de la revista des de 1947 fins a 1963 i vicepresident de l'Agrupació Cultural La Tosca de 1963 a 1969.